# Canthigaster valentini
Canthigaster valentini är en blåsfisk tillhörande släktet Canthigaster. Den förekommer i Indiska oceanen och Stilla havet. Arten blir upp till 11 cm lång. Dess utseende påminner om Paraluteres prionurus, en icke giftig filfisk.  

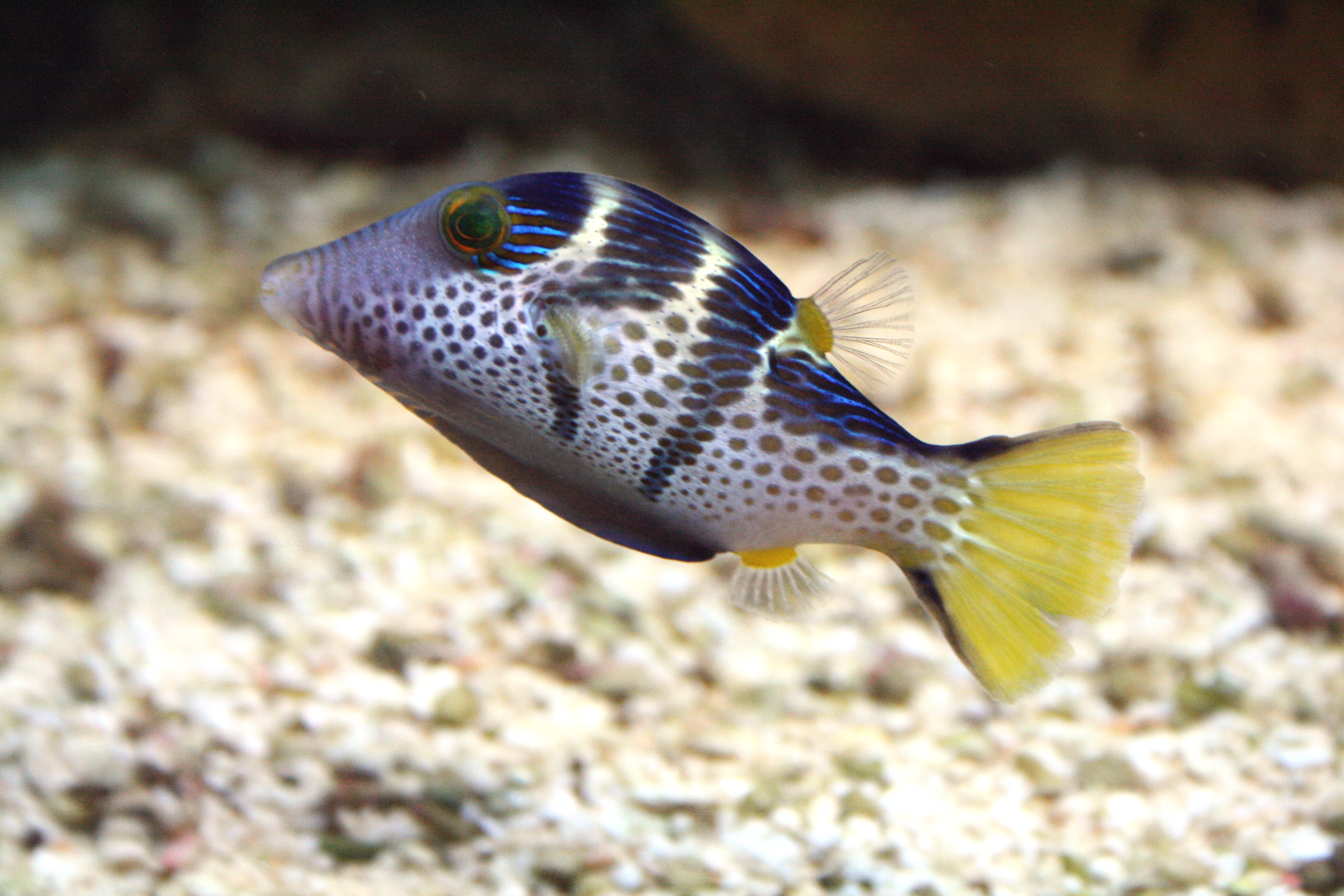
Prague sea aquarium